# John Arnold (acteur)
Pour les articles homonymes, voir John Arnold (homonymie) et Arnold.
John Arnold, né le 25 novembre 1961, est un acteur et metteur en scène français.

## Biographie
John Arnold suit les cours de Michel Bouquet au Conservatoire national supérieur d'art dramatique de Paris, puis au Théâtre du Soleil avec Ariane Mnouchkine.
Dans les années 1990, il donne des cours à des acteurs amateurs lors de stages cinématographiques organisés par Bernadette Lafont à Sommières (Gard).
En 2005, il met en scène la pièce Un ange en exil d'après Arthur Rimbaud.
En 2011, il adapte et met en scène la pièce Norma Jeane, librement inspirée du roman de Joyce Carol Oates.

## Théâtre

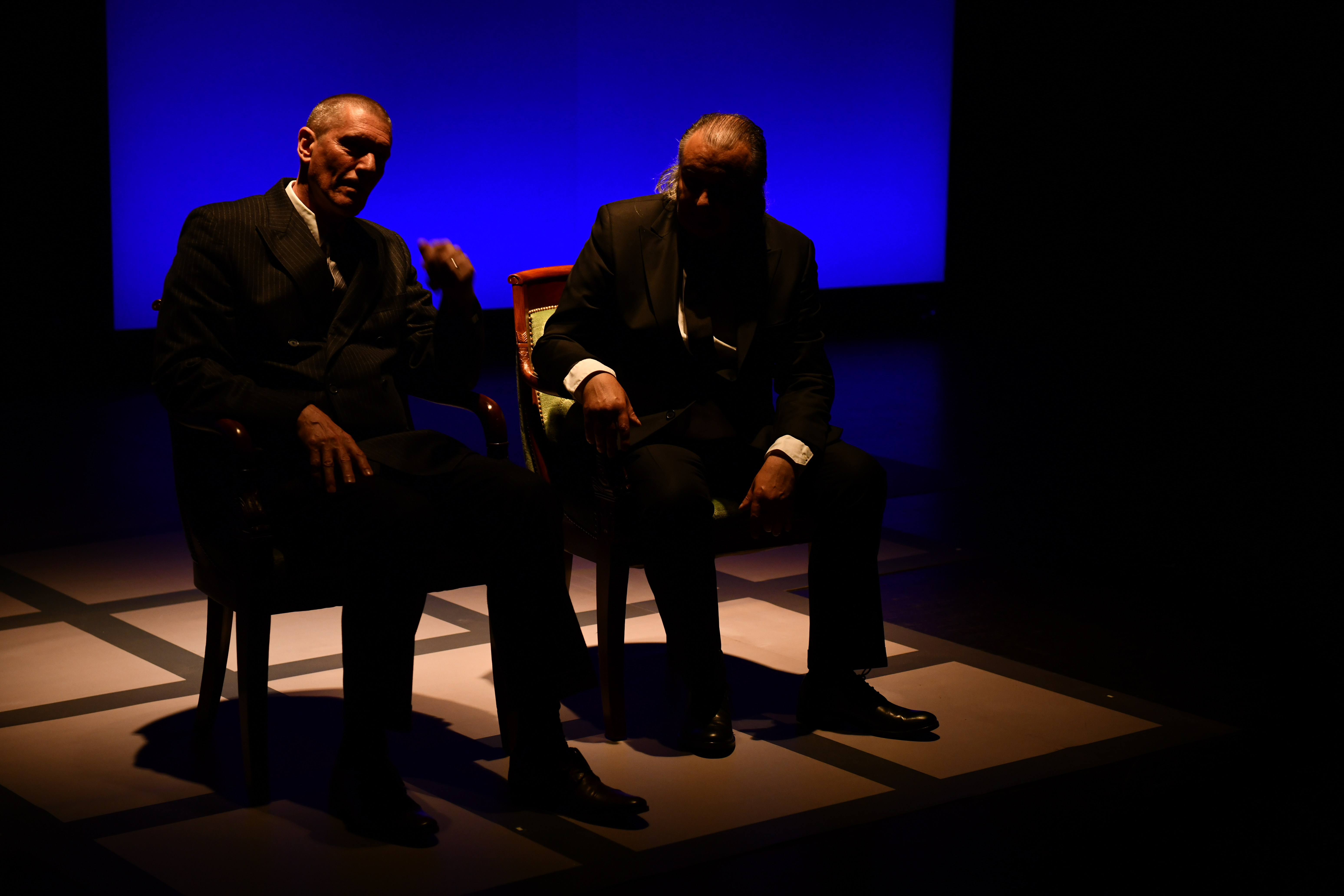
Philippe Girard et John Arnold dans Le Crépuscule.

- 2024 : L'Avare de Molière, mise en scène Clément Poirée
- 2020 : Les Étoiles de Simon Falguières, mise en scène Simon Falguières
- 2020 : Sosies de Rémi de Vos, mise en scène Alain Timár
- 2020 : La Honte de François Hien, mise en scène Jean-Christophe Blondel
- 2019 : Le Nid de cendres de Simon Falguières, mise en scène Simon Falguières
- 2018 : Les Enivrés d’Ivan Vyrypaïev, mise en scène Clément Poirée
- 2018 : Comme il vous plaira de William Shakespeare, mise en scène Christophe Rauck
- 2017 : La vie est un songe de Pedro Calderón de la Barca, mise en scène Clément Poirée
- 2017 : Le Songe d'une nuit d'été de William Shakespeare, mise en scène Lisa Würmser
- 2016 : Figaro divorce de Ödön von Horváth, mise en scène Christophe Rauck
- 2017 : Le Crépuscule d’André Malraux, mise en scène Lionel Courtot
- 2015 : Les Géants de la montagne de Luigi Pirandello, mise en scène Stéphane Braunschweig
- 2015 : Mickey le Rouge d'après Tom Robbins, mise en scène Thomas Condemine
- 2015 : La Bête dans la jungle d'après Henry James, mise en scène Célie Pauthe
- 2013 : Perturbation d'après Thomas Bernhard, mise en scène Krystian Lupa
- 2012 : Les Eaux lourdes de Christian Siméon, mise en scène Thierry Falvisaner
- 2012 : Hetero de Denis Lachaud, mise en scène Thomas Condemine
- 2011 : Norma Jean d'après Joyce Carol Oates, mise en scène John Arnold
- 2011 : Le Baladin du monde occidental de John Millington Synge, mise en scène Élisabeth Chailloux
- 2011 : L'Homme inutile d’Iouri Olecha, mise en scène Bernard Sobel
- 2011 :  Adagio d’Olivier Py, mise en scène Olivier Py
- 2010 : Lulu d'après Frank Wedekind, mise en scène Stéphane Braunschweig
- 2010 : Une vie de rêve(s) d'après Carl Gustav Jung, mise en scène Bruno Boulzaguet
- 2009 : Ciels de Wajdi Mouawad, mise en scène Wajdi Mouawad
- 2009 : Gertrude (Le Cri) de Howard Barker, mise en scène Giorgio Barberio Corsetti
- 2008 : Nathan le sage de Gotthold Ephraïm Lessing, mise en scène Laurent Hatat
- 2007 : Le Cid de Pierre Corneille, mise en scène Alain Ollivier
- 2007 : Pénélope, ô Pénélope de Simon Abkarian, mise en scène Simon Abkarian
- 2006 : L'Énigme Vilar , mise en scène Olivier Py
- 2006 : Épître aux jeunes acteurs d’Olivier Py, mise en scène Olivier Py
- 2006 : Nous, les héros de Jean-Luc Lagarce, mise en scène Guillaume Vincent
- 2006 : L'Amérique de Serge Kribus, mise en scène et conception Bruno Abraham-Kremer
- 2004 : Brand de Henrik Ibsen, mise en scène Stéphane Braunschweig
- 2003 : Le Dragon d’Evgueni Schwarz, mise en scène Christophe Rauck
- 2003 : Le Soulier de satin de Paul Claudel, mise en scène Olivier Py
- 2002 : Mein Kampf (farce) de George Tabori, mise en scène Agathe Alexis
- 2001 : Divertissement bourgeois d’Eugène Durif, mise en scène Catherine Beau…
- 2001 : L'Exaltation du labyrinthe d’Olivier Py, mise en scène Stéphane Braunschweig
- 2000 : L'Ultime Chant de Troie d'après Sénèque…, mise en scène Simon Abkarian
- 2000 : Le Théâtre ambulant Chopalovitch de Ljubomir Simović, mise en scène Christophe Rauck
- 1999 : Les Sincères de Marivaux, mise en scène Agathe Alexis
- 1999 : La Nuit des rois de William Shakespeare, mise en scène Christophe Rauck
- 1998 : La Flûte enchantée musique Wolfgang Amadeus Mozart, mise en scène François Joxe
- 1998 : Le Menteur d'après Carlo Goldoni, mise en scène François Kergourlay
- 1997 : Un monsieur qui a brûlé une dame suivi de L'Affaire de la rue de Lourcine d’Eugène Labiche, mise en scène Jean-Pierre Rossfelder
- 1996 : À la porte de Jean-Gabriel Nordmann, mise en scène Bruno Abraham-Kremer
- 1996 : Les Chevaliers de la Table Ronde , mise en scène François Joxe
- 1995 : Woyzeck de Georg Büchner, mise en scène Gilles Bouillon
- 1995 : Le Jeu de l'amour et du hasard de Marivaux, mise en scène François Kergourlay
- 1995 : L'Échange de Paul Claudel, mise en scène Jean-Pierre Rossfelder
- 1995 : La Traversée de Miguel Angel Sevilla, mise en scène Nathalie Sevilla
- 1993 : Vingt-cinq années de littérature de Léon Talkoï de Joël Pommerat, mise en scène Joël Pommerat
- 1993 : Images de Mussolini en hiver d’Armando Llamas, mise en scène Françoise Hoffmann
- 1989 : L'Avare de Molière, mise en scène Pierre Franck
- 1987 : Les Ensorcelés d'après Jules Barbey d'Aurevilly, mise en scène Maurice Attias
- 1984 : Henry IV de William Shakespeare, mise en scène Ariane Mnouchkine
- 1982 : La Nuit des rois de William Shakespeare, mise en scène Ariane Mnouchkine
- 1981 : Richard II de William Shakespeare, mise en scène Ariane Mnouchkine
- 1979 : Méphisto d'après Klaus Mann, mise en scène Ariane Mnouchkine

## Filmographie
Sauf indication contraire, les informations mentionnées dans cette section peuvent être confirmées par la base de données cinématographiques IMDb,  présente dans la section « Liens externes ».
- 1992 : L.627 de Bertrand Tavernier : le toxico à qui on explique la loi L.627
- 2009 : Ricky de François Ozon : le directeur du supermarché
- 2011 : Largo Winch II de Jérôme Salle : Thomas Jung
- 2024 : Fotogenico de Marcia Romano et Benoît  Sabatier : Lekooze